# Дзьоган колумбійський
Дзьога́н колумбійський (Veniliornis chocoensis) — вид дятлоподібних птахів родини дятлових (Picidae). Мешкає в Колумбії і Еквадорі.

## Поширення і екологія
Колумбійські дзьогани мещкають на західному узбережжі Колумбії (на південь відм західної Антіокії і Чоко) та на північно-західному узбережжі Еквадору (Есмеральдас і північний захід Пічинчи). Вони живуть у вологих рівнинних тропічних лісах. Зустрічаються на висоті до 1000 м над рівнем моря.

## Збереження
МСОП класифікує стан збереження цього виду як близький до загрозливого. Колумбійським дзьоганам загрожує знищення природного середовища.